# بانک ملی کرواسی
بانک ملی کرواسی (کرواتی: Hrvatska narodna banka) شرکت خدمات مالی و بانکداری کروات است، که در سال ۱۹۹۰ توسط دولت کرواسی تأسیس شد.